# アヌ (ケルト神話)
アヌ（Anann、Anu）、あるいはアナ(Ana)は、ケルト神話の豊穣・肥沃を司る大地母神。

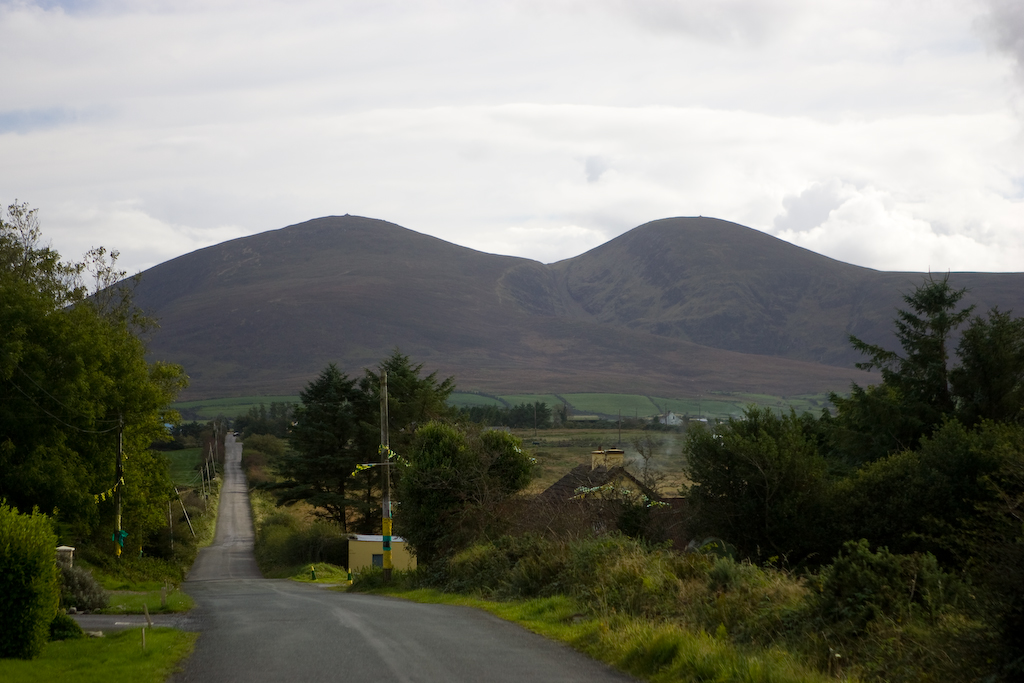
アヌの両乳房

アヌはマンスターと強く結び付けられた女神だったようだ。『コール・アンマン』ではアヌの住処はマンスターであり、その地の豊穣の女神であるとされている。またマンスター・キラーニー南方の2つの丘はダー・ヒーヒ・ナナン(アヌの両乳房)と呼ばれている。
一方で『サナス・ホルミク』ではアヌを「アイルランドの神々の母」としており、また詩歌においてはアイルランドを指して「アヌの土地」と表現することがままあり、マンスターに限らずアイルランド全体にも影響があったと考えられる。
別名としてダーナやダナンがあるが、これらは本来は別の存在を指す名であったとマイヤーは推測している。

## 注
1. 1 2 3 4  マイヤー 2001, p. 12.